# Cypris bimaculata
Cypris bimaculata är en kräftdjursart. Cypris bimaculata ingår i släktet Cypris och familjen Cyprididae. Inga underarter finns listade i Catalogue of Life.